# Falk Ruttke
Falk Alfred Ruttke (* 11. November 1894 in Halle (Saale); † 9. September 1955 in Stuttgart-Bad Cannstatt) war ein deutscher Jurist, Rasserechtler und SS-Sturmbannführer sowie Lehrstuhlinhaber für „Rasse und Recht“. Er galt als profilierter Vertreter der nationalsozialistischen Rassenhygiene und war unter anderem als offizieller juristischer Kommentator des Gesetzes zur Verhütung erbkranken Nachwuchses („Sterilisierungsgesetz“) eine der prägenden Figuren der nationalsozialistischen Rassengesetzgebung.

## Leben und Wirken
Falk Ruttke studierte zwischen 1912 und 1914 sowie zwischen 1918 und 1920 Jura in Halle a. d. Saale. Während des Ersten Weltkrieges kämpfte er als Angehöriger des Marinekorps Flandern, zuletzt als Führer einer Maschinengewehr-Kompanie. Er erhielt die Eisernen Kreuze I. und II. Klasse sowie das Flandernkreuz. 1919 gehörte er außerdem dem Freikorps Halle an. Nach der Promotion 1921 brach er sein Rechtsreferendariat ab, um die Geschäfte des Rheinisch-Westfälischen Mietvereins in Essen zu leiten. 1923 wurde er Syndikus des Arbeitgeberverbandes von Eisenberg in Thüringen und vertrat gleichzeitig die Industrie im Siedlungsausschuss Ostthüringen. In Eisenberg saß er außerdem zwischen 1924 und 1927 im Stadtrat. 1927 übernahm er die Leitung der sozialpolitischen Abteilung des Reichsverbandes der Deutschen Fleischwarenindustrie. 1931 wurde er Richter beim Arbeitsgericht Groß-Berlin.
Ruttke gehörte ursprünglich der DNVP an und war Mitglied des Deutschvölkischen Schutz- und Trutzbundes und des Stahlhelms. Zum 1. Mai 1932 trat er der NSDAP bei (Mitgliedsnummer 1.097.130). Außerdem war er seit 1933 Mitglied der SS (SS-Nummer 156.315) und wurde im September 1938 zum SS-Sturmbannführer befördert. Mit der Machtergreifung der Nationalsozialisten wurde Ruttke zum Reichskommissar des „Reichsausschusses für hygienische Volksbelehrung“ ernannt. Seit Mai 1933 war er Mitglied des „Sachverständigenausschusses für Bevölkerungs- und Rassenpolitik“ beim Reichsministerium des Innern. In dieser Funktion gab er gemeinsam mit Arthur Gütt und Ernst Rüdin den Kommentar zum „Gesetz zur Verhütung erbkranken Nachwuchses“ heraus.

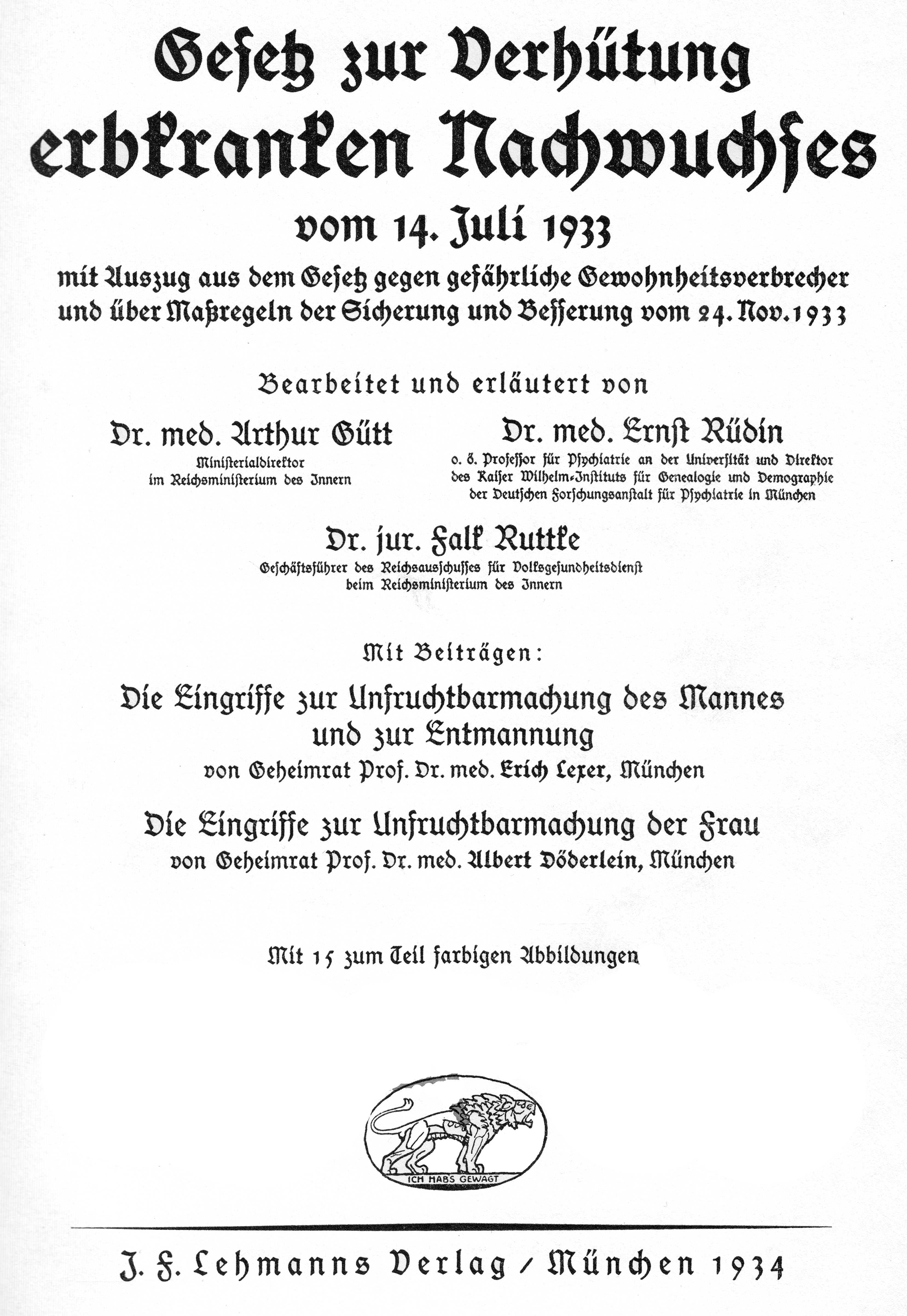
Titelblatt von: Arthur Gütt/Ernst Rüdin/Falk Ruttke: Gesetz zur Verhütung erbkranken Nachwuchses vom 14. Juli 1933. München 1934.

Außerdem arbeitete er an den Nürnberger Gesetzen mit. Seit 1936 war Ruttke zunächst als kommissarischer Hilfsarbeiter, dann als Regierungsrat, schließlich 1937 als Oberregierungsrat im Reichsministerium des Innern tätig.
Ruttke war ein exponierter Vertreter rassenbiologischer Überzeugungen, die er mit rassenhygienischen Forderungen verknüpfte. Er vertrat eine Lehre vom Recht als „kämpfender Wissenschaft“ und forderte eine scharfe Anwendung der Rassengesetze gegen „innere und äußere Feinde“. 1935 erhielt Ruttke einen Lehrauftrag für „Rasse und Recht“ an der Universität Berlin, 1938 einen ähnlichen Auftrag in Wien. 1940 übernahm er als Ordinarius einen „Lehrstuhl für Rasse und Recht“ und ein entsprechendes Institut an der Universität Jena. Ruttke war Mitherausgeber der Zeitschrift Archiv für Rassen- und Gesellschafts-Biologie. Im Herbst 1940 schulte Ruttke außerdem im Sonderauftrag Angehörige der SS im Warthegau in Rassenfragen. Am 6. Januar 1942 wurde er zur Marine einberufen und zum 13. September 1945 von der Universität entlassen.
Von 1945 bis März 1948 war Ruttke in Internierungshaft. Im Entnazifizierungsverfahren wurde er als „belastet“ eingestuft. Seine sämtlichen Schriften sowie die von ihm herausgegebene Zeitschrift Recht der Rasse (Kohlhammer, Stuttgart) wurden in der Sowjetischen Besatzungszone auf die Liste der auszusondernden Literatur gesetzt. Seit 1952 lebte er in Stuttgart, wo er drei Jahre später starb.

## Veröffentlichungen (Auswahl)
- Die Stellung des Reichspräsidenten zur Reichsregierung nach der Verfassung des deutschen Reiches vom 11. August 1919. Diss. Univ. Halle, 1921, Pritschow, Halle 1921.
- Ein Beitrag zur Frage der Abgrenzung zwischen Fleischwaren-Industrie und Fleischer-Handwerk., (Berlin) (Loewenthal) 1930.
- mit Arthur Gütt und Ernst Rüdin: Gesetz zur Verhütung erbkranken Nachwuchses vom 14. Juli 1933. Mit Auszug aus dem Gesetz gegen gefährliche Gewohnheitsverbrecher und über Maßregeln der Sicherung und Besserung vom 24. Nov. 1933. Lehmann, München 1934; 2. Auflage ebenda 1936.
- Rassenhygiene und Recht. In: Erblehre und Rassenhygiene im völkischen Staat. 1934, S. 91–103.
- Schrifttum und Aufklärungsstoff zur Volkspflege. Rassenkunde – Rassenpflege – Erbkunde – Erbpflege – Familienkunde – Familienpflege. 11. Auflage 1935.
- Rasse und Recht im deutschen Hochschulwesen. Kohlhammer, Stuttgart 1936.
- Rasse, Recht und Volk. Beiträge zur rassengesetzlichen Rechtslehre. Lehmann, München 1937.
- Die Verteidigung der Rasse durch das Recht. Junker und Dünnhaupt, Berlin 1939.
- Geld ersetzt nicht Blut. Britische Bevölkerungssorgen. Eher, Berlin 1940.
- mit Friedrich Lange: Dr. Friedrich Lange (1852–1917). Ein Vorkämpfer für den Rassengedanken in schwerer Zeit. Lehmanns, München 1939.
- mit anderen Autoren: Die Verwaltungs-Akademie. Ein Handbuch für den Beamten im nationalsozialistischen Staat. Spaeth & Linde, Berlin 1934.